# Sinocorophium sinensis
Sinocorophium sinensis is een vlokreeftensoort uit de familie van de Corophiidae. De wetenschappelijke naam van de soort is voor het eerst geldig gepubliceerd in 1974 door Zhang.